# 7237 Vickyhamilton
7237 Vickyhamilton eller 1988 VH är en asteroid i huvudbältet som upptäcktes den 3 november 1988 av de båda japanska astronomerna Toshimasa Furuta och Kenzo Suzuki i Toyota. Den är uppkallad efter amerikanen Victoria Hamilton.
Asteroiden har en diameter på ungefär 7 kilometer.